# Тревіс Перротт
Тревіс Перротт (англ. Travis Parrott; нар. 16 серпня 1980) — колишній американський тенісист.
Найвищу одиночну позицію світового рейтингу — 704 місце досяг 9 червня, 2003, парну — 25 місце — 15 червня, 2009 року.
Здобув 3 парні титули.
Перемагав на турнірах Великого шолома в змішаному парному розряді.
Завершив кар'єру 2012 року.

## Фінали в парному розряді

### Перемоги (3)
| Легенда                       |
| Великий шлем (0)              |
| Tennis Masters Cup (0)        |
| Серія Мастерс ATP (0)         |
| Серія ATP Інтернешнл Ґолд (0) |
| Тур ATP (3)                   |

| Ранг | Дата           | Турнір                 | Покриття  | Партнер                | Суперники                       | Рахунок           |
| 1.   | 28 липня 2003  | Лос-Анджелес, США      | Тверде    | Ян-Майкл Гембілл       | Джошуа Ігл Шенг Схалкен         | 6–4, 3–6, 7–5     |
| 2.   | 23 липня 2007  | Індіанаполіс, США      | Тверде    | Хуан Мартін дель Потро | Теймураз Габашвілі Іво Карлович | 3–6, 6–2, [10–6]  |
| 3.   | 20 жовтня 2008 | Санкт-Петербург, Росія | Килим (i) | Філіп Полашек          | Роган Бопанна Максим Мирний     | 3–6, 7–64, [10–8] |

### Поразка (6)
| Ранг | Дата           | Турнір                   | Покриття | Партнер         | Суперники                             | Рахунок    |
| 1.   | 16 серпня 2004 | Washington Open, США     | Тверде   | Дмитро Турсунов | Кріс Гаггард Роббі Куніґ              | 7–63, 6–1  |
| 2.   | 4 липня 2005   | Ньюпорт, США             | Трава    | Грейдон Олівер  | Джордан Керр Джим Томас               | 7–65, 7–65 |
| 3.   | 14 квітня 2008 | Валенсія, Іспанія        | Ґрунт    | Філіп Полашек   | Максімо Гонсалес Хуан Монако          | 7–5, 7–5   |
| 4.   | 4 серпня 2008  | Лос-Анджелес, США        | Тверде   | Душан Вемич     | Роган Бопанна Ерік Буторак            | 7–65, 7–65 |
| 5.   | 22 лютого 2009 | Мемфіс, Tennessee, США   | Тверде   | Філіп Полашек   | Марді Фіш Марк Ноулз (тенісист)       | 7–67, 6–1  |
| 6.   | 19 червня 2009 | Істборн, Велика Британія | Трава    | Філіп Полашек   | Маріуш Фирстенберг Марцін Матковський | 6–4, 6–4   |

## Фінали турнірів Великого шолома

### Мікст (1 перемога)
| Результат | Рік  | Турнір  | Покриття | Партнер         | Суперники              | Рахунок  |
| --------- | ---- | ------- | -------- | --------------- | ---------------------- | -------- |
| Перемога  | 2009 | US Open | Тверде   | Карлі Галліксон | Кара Блек Леандер Паес | 6–2, 6–4 |